# Miguel Negrete
Miguel Negrete är en ort i Mexiko.   Den ligger i kommunen Cuapiaxtla de Madero och delstaten Puebla, i den sydöstra delen av landet, 150 km öster om huvudstaden Mexico City. Miguel Negrete ligger 2 165 meter över havet och antalet invånare är 1 022.
Terrängen runt Miguel Negrete är huvudsakligen platt, men västerut är den kuperad. Runt Miguel Negrete är det tätbefolkat, med 319 invånare per kvadratkilometer. Närmaste större samhälle är Tecamachalco, 12,6 km sydost om Miguel Negrete. Trakten runt Miguel Negrete består till största delen av jordbruksmark.